# Andrenosoma rubidapex
Andrenosoma rubidapex är en tvåvingeart som först beskrevs av Hermann 1912.  Andrenosoma rubidapex ingår i släktet Andrenosoma och familjen rovflugor. Inga underarter finns listade i Catalogue of Life.